# عبد الكريم الأرحبي
عبد الكريم إسماعيل الأرحبي نائب رئيس الوزراء للشؤون الاقتصادية ووزير التخطيط والتعاون الدولي في الجمهورية اليمنية.  كما شغل منصب العضو المنتدب للصندوق الاجتماعي للتنمية، الذي تأسس عام 1997.  شغل الأرحبي منصب وزير الشؤون الاجتماعية والعمل من عام 2001 إلى عام 2006، حيث تم تعيينه نائباً لرئيس الوزراء للشؤون الاقتصادية ووزيراً للتخطيط والتعاون الدولي.   في 30 أبريل 2010، منح البنك الدولي الأرحبي جائزة جيت جيل التذكارية للخدمة العامة المتميزة لكونه «بطلًا رئيسيًا في معركة الحد من الفقر وتحسين الحكم وتوسيع النمو الاقتصادي لليمن». 
في أعقاب الاحتجاجات اليمنية المناهضة للحكومة عام 2011، أقال الرئيس علي عبد الله صالح جميع أعضاء مجلس الوزراء اليمني في 20 مارس / آذار 2011. سيبقى أعضاء مجلس الوزراء في مناصبهم حتى يتم تشكيل حكومة جديدة. 